# Left of the Middle
Albums de Natalie Imbruglia
White Lilies Island
(2001)
Left of the Middle est le premier album de la chanteuse australienne Natalie Imbruglia. Il paraît le 24 novembre 1997 (le 10 mars 1998 aux États-Unis). Il contient le titre qui lancera la carrière de Natalie Imbruglia : Torn.

## Liste des titres
1. Torn
2. One More Addiction
3. Big Mistake
4. Leave Me Alone
5. Wishing I Was There
6. Smoke
7. Pigeons And Crumbs
8. Don't You Think
9. Impressed
10. Intuition
11. City
12. Left Of The Middle

## Singles
Il sera extrait 4 singles de cet opus :
- Torn
- Big Mistake
- Wishing I Was There
- Smoke

Torn connait un succès mondial en 1997 et 1998.